# Ghent (New York)
Pour les articles homonymes, voir Gent.
Ghent est une ville de l'État américain de New York. Son code postal est 12075. Sa population est de 5 402 habitants (recensement de 2010).
La ville a été créée en 1818. Son nom provient de la ville de Gand (Gent en néerlandais)  en Belgique et du Traité de Gand signé en 1814.

## Personnes nées ou décédées dans la ville
- Kristanna Loken, actrice.